# کم‌خونی
کم‌خونی یا آنِمی (به فرانسوی: Anemie) اختلال خونی شایعی است که در آن گلبول‌های قرمز یا هموگلوبین کافی در خون وجود ندارد.
هموگلوبینی که در گلبول‌های قرمز خون وجود دارد باعث می‌شود تا اکسیژن به گلبول قرمز متصل شده و توسط مویرگ‌ها به بافت‌های مختلف بدن برسد. ازآنجایی که تمام سلول‌های بدن انسان برای زنده ماندن به اکسیژن وابسته‌اند، کمبود آن باعث هیپوکسی شده و گسترهٔ وسیعی از مشکلات را به‌همراه دارد.
کم‌خونی انواع گوناگونی دارد که هر یک علت خاص خود را دارند. این بیماری بر اساس‌های گوناگونی طبقه‌بندی می‌شود، مثل ریخت‌شناسی گلبول‌های قرمز، مکانیسم‌های اتیولوژیک و غیره. سه دستهٔ اصلی عبارتند از: ازدست رفتن حجم زیادی از خون (خون‌ریزی‌های حاد یا مزمن)، ازبین‌رفتن سلول‌های خونی (همولیز) و کمبود تولید سلول‌های خونی.

## علت کم‌خونی

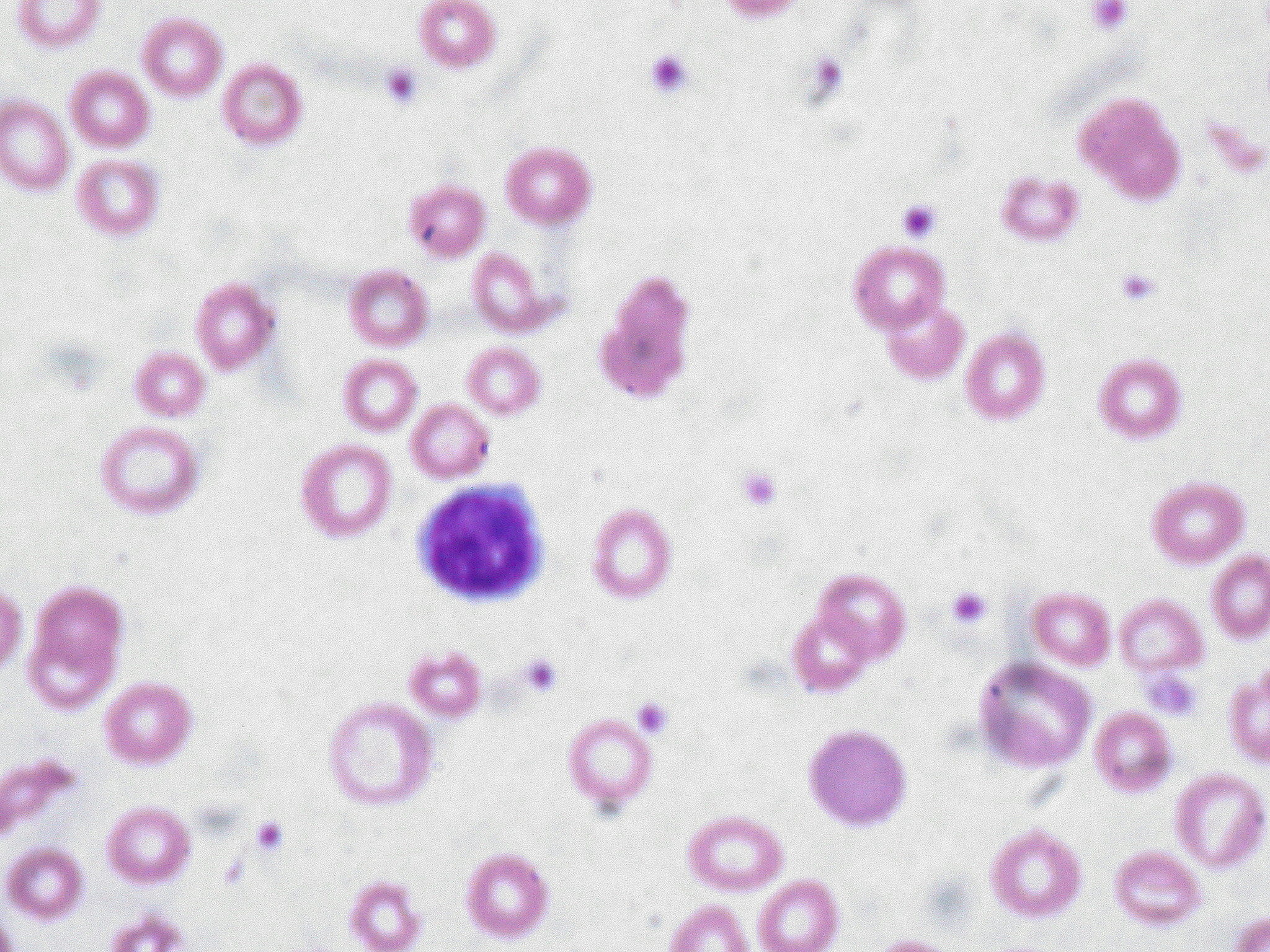

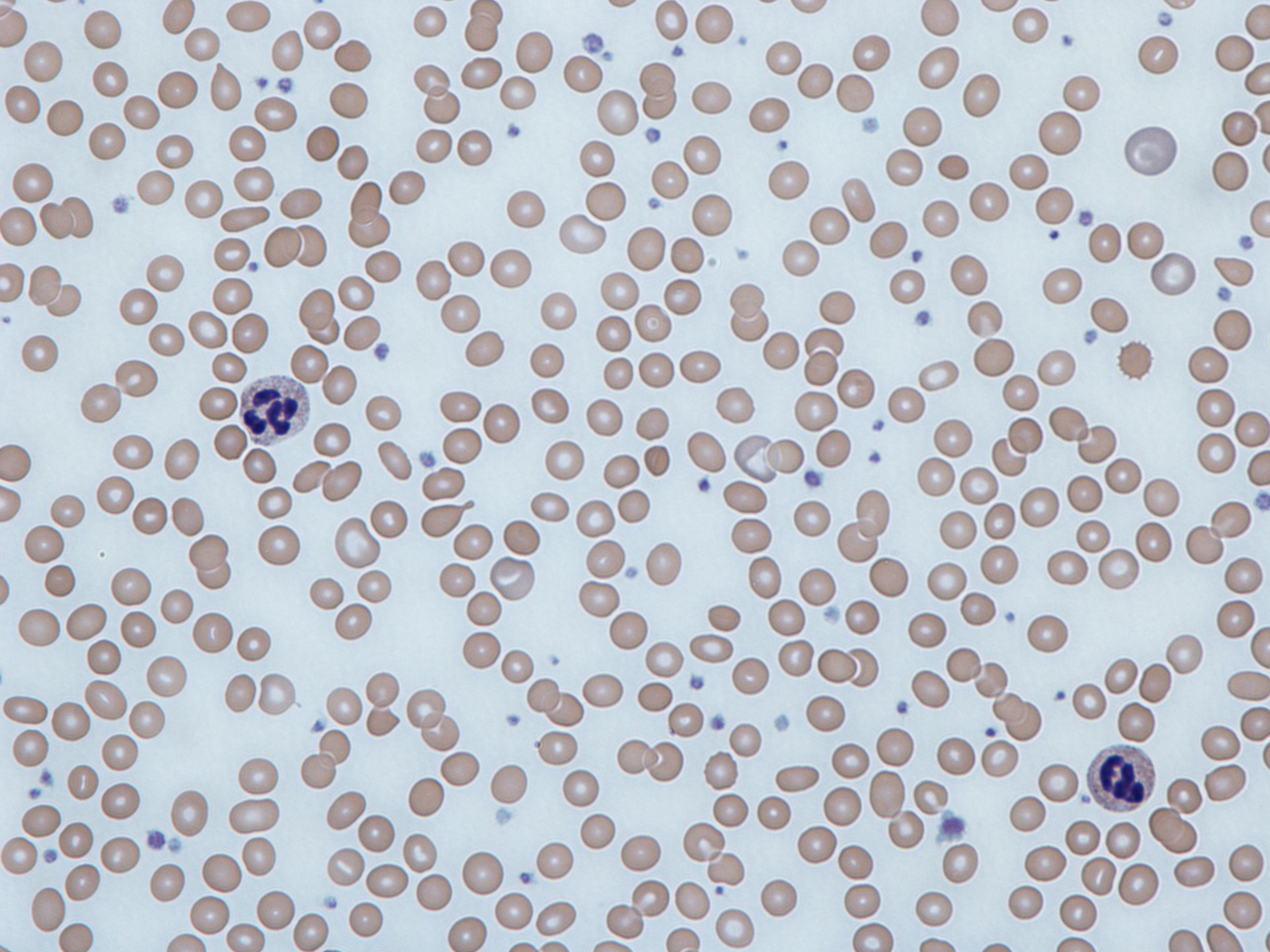

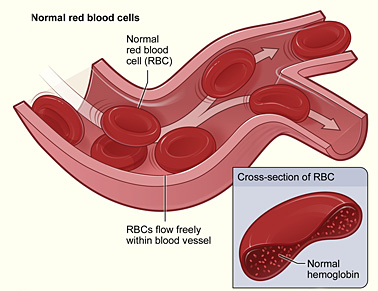

- از دست دادن خون: خون ریزی متوالی در زمان‌های قاعدگی یا به دلیل زخم معده یا سرطان می‌تواند باعث فقر آهن و کم‌خونی در بدن شود.
- کمبود آهن در رژیم‌های غذایی: اگر مواد غذایی که روزانه مصرف می‌شود دارای مقدار کمی آهن باشد یا در رژیم غذایی گوشت را حذف کنیم یا در کودکان شیرخوار که فقط از شیر مادر استفاده می‌کنند، کمبود آهن به وجود می‌آید.
- خانم‌های باردار و مخصوصاً کسانی که در حال شیردهی هستند به دلیل سیستم عملکردی بدن چند برابر بیشتر از آقایان به آهن نیاز دارند و رژیم غذایی آن‌ها باید غنی از آهن باشد.[۳]

## علائم کم‌خونی
مهم‌ترین علامت کم‌خونی احساس خستگی زودرس و فرسودگی است. علائم دیگر شامل این موارد است:
- ضعف
- رنگ پریدگی غشا مخاطی و بستر ناخن و پوست
- ضربان نامنظم یا تند قلب
- کوتاهی نفس
- درد قفسهٔ سینه
- احساس سبکی در سر یا سرگیجه خفیف
- مشکلات شناختی
- بی‌حسی، کرختی یا سردی انتهای اندامها
- سردرد

ممکن است در ابتدا کم‌خونی آنقدر خفیف باشد که متوجه علائم آن نشوید. اما شدت علائم با پیشرفت کم‌خونی افزایش می‌یابند. بی خوابی درشب هم علائم کم‌خونی است.

## عملکرد سلول‌های خونی

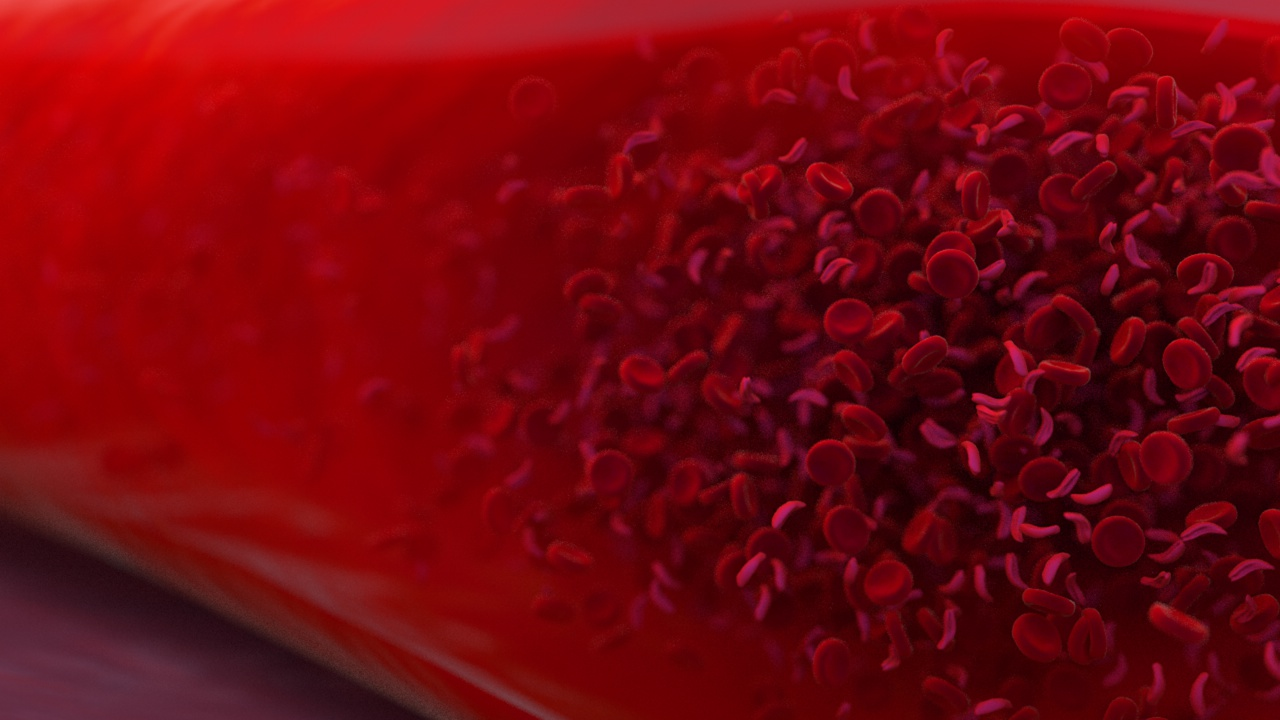
کم‌خونی

خون از سلول‌های خونی و مایعی به نام پلاسما تشکیل شده‌است. دو نوع سلول خونی (پلاکت‌ها سلول نیستند بلکه قطعات سلولی هستند) در پلاسما شناور هستند.
سلول‌های خونی سفید (گلبولهای سفید): این سلول‌ها با عفونت‌ها مبارزه می‌کنند.
پلاکتها: (قطعات سیتوپلاسمی نشات گرفته از سلول‌های مگاکاریوسیت) به لخته شدن خون پس از ایجاد جراحت‌ها کمک می‌کنند. (در خونریزی‌های محدود پلاکت‌ها با ایجاد درپوش پلاکتی جلوی خونریزی را می‌گیرند)
سلول‌های خونی قرمز (گلبول‌های قرمز): این سلول‌ها اکسیژن را از ریه‌ها به مغز، سایر ارگان‌ها و بافت‌های مختلف بدن حمل می‌کنند. بدن شما برای عملکردهای خود به خون حاوی اکسیژن احتیاج دارد.
خون اکسیژن دار کمک می‌کند تا انرژی لازم برای بدن تأمین شود و گرمی و رنگ پوست سالم را ایجاد می‌کند. گلبول‌های قرمز محتوی هموگلوبین هستند. هموگلوبین یک پروتئین حاوی آهن است که عامل ایجاد رنگ قرمز خون است. این ماده، عامل اصلی انتقال اکسیژن از ریه‌ها به سایر نقاط بدن است و دی‌اکسید کربن را نیز از بافت‌های بدن به ریه‌ها منتقل می‌کند تا در ریه‌ها از طریق بازدم دفع شوند.
بسیاری از سلول‌های خونی از جمله گلبول‌های قرمز به صورت مداوم در مغز استخوان تولید می‌شوند. مغز استخوان یک مادهٔ اسفنجی شکل قرمز رنگ است که درون برخی از استخوان‌های بدن وجود دارد.
برای تولید گلبول‌های قرمز و هموگلوبین، بدن به مصرف غذای حاوی پروتئین، ویتامینها و آهن نیاز دارد.
کم‌خونی حالتی است که در آن تعداد گلبول‌های قرمز یا میزان هموگلوبین آن‌ها کمتر از میزان طبیعی است. در کم‌خونی تخریب گلبول‌های قرمز سریعتر از جایگزینی گلبول‌های جدید است لذا خون گلبول قرمز کمتری خواهد داشت و در نتیجه میزان حمل اکسیژن به بافت‌های بدن کاهش یافته و احساس خستگی ایجاد می‌شود.
کم‌خونی یا آنمی (به انگلیسی: Anemia) از واژه یونانی an-haima به معنی بدون خون گرفته شده‌است و عبارتست از نقص کمی یا کیفی هموگلوبین که یک مولکول در درون گلبول‌های قرمز است. چون هموگلوبین وظیفه ترابری اکسیژن از شش‌ها به بافت‌های بدن را بر دوش دارد پس، کم‌خونی مایه بروز هیپوکسی(hypoxia) یا کم اکسیژنی در بافت‌ها و اندام‌ها می‌شود. از آنجاییکه سلول‌های بدن برای بقای خود به اکسیژن وابسته هستند، درجه‌های گوناگون کم‌خونی می‌تواند شرایط بالینی گوناگونی را ایجاد کند.

## نشانه‌ها
بسیاری از مردم به کم‌خونی تشخیص داده نشده مبتلا هستند و نشانه‌های بیماری مبهم است. اغلب افراد مبتلا به کم‌خونی از احساس سستی یا خستگی همیشگی یا هنگام فعالیت، احساس کسالت عمومی و گهگاهی ناتوانی تمرکز شکایت دارند. افراد مبتلا به شکل‌های شدیدتر کم‌خونی بیشتر تنگی نفس خود را در هنگام فعالیت بدنی اعلام می‌کنند. شکل خیلی شدید کم‌خونی بدن را وامی‌دارد عارضه موجود را با افزایش برون ده قلب جبران کند که این خود موجب تپش قلب و تعریق می‌گردد و در پایان منجر به نارسایی قلبی می‌شود.
رنگ پریدگی چهره، کمرنگ شدن بستر ناخن در کم‌خونی متوسط تا شدید نشانه خوبی برای تشخیص است ولی همیشه به گونه روشن نیست. سایر علائم سودمند عبارتند از: التهاب مخاط دهان، ناخن قاشقی شکل(koilonychia)، پایکا(pica) یا میل به خوردن مواد غیرخوراکی: مانند خوردن خاک، کاغذ، موم، سبزه، و مو که می‌تواند نشانه کمبود آهن باشد، با این وجود این حالت در کسانی که کم‌خونی نداشته باشند نیز دیده می‌شود.
کم‌خونی مزمن در کودکان سبب اختلالات رفتاری می‌شود که نتیجه تکامل نامناسب سیستم عصبی در دوران نوزادی است و در کودکان سنین مدرسه موجب افت تحصیلی می‌شود.

## تشخیص
عموماً پزشک آزمایش شمارش کامل خون(CBC) را جزو آزمایش‌های نخستین برای تشخیص کم‌خونی، درخواست می‌کند. علاوه بر گزارش شمار گلبول‌های قرمز و مقدار هموگلوبین، دستگاه خودکار شمارنده اندازه گلبول‌های قرمز را با فلوسایتومتری اندازه می‌گیرد که یک عامل مهم در افتراق میان علل گوناگون کم‌خونی است. آزمایش گسترش(smear) رنگ شده خون در زیر میکروسکوپ نیز سودمند است. در کشورهای پیشرفته ۴مؤلفه (شمارش گلبول قرمز، میزان هموگلوبین، میانگین حجم هر گلبول قرمز یاMCV، پهنای گستردگی گلبول‌های قرمز یاRDW) اندازه‌گیری می‌شود و موجب می‌گردد تا مؤلفه‌های هماتوکریت، میانگین هموگلوبین هر گلبول قرمز و میانگین غلظت هموگلوبین هر گلبول قرمز، از راه محاسبه به‌دست آید و با مقادیر طبیعی برای هر سن و جنسیتی مقایسه می‌شود. برخی شمارنده‌ها هماتوکریت را آشکارا اندازه‌گیری می‌کنند. برای مردان بالغ هموگلوبین کمتر ازgr/dl۱۳، نشانه کم‌خونی است و برای زنان بالغ این مقدارgr/dl۱۲ است.
شمارش رتیکولوسیتها و روش کینتیک برای کم‌خونی در مراکز درمانی بزرگ در غرب بیشتر از گذشته رایج گردیده زیرا دستگاه‌های آزمایشگر نوین می‌توانند رتیکولوسیت را هم بشمارند. شمارش رتیکولوسیت به منزله سنجش میزان خونسازی مغز استخوان یا تعداد گلبول‌های قرمز جوان است.
شاخص فرآوری رتیکولوسیت محاسبه نسبت میان میزان کم‌خونی با گستره افزایش رتیکولوسیت در پاسخ به بیماری است. اگر درجه کم‌خونی بالا باشد حتی یک شمارش طبیعی رتیکولوسیت می‌تواند نشان دهنده پاسخ ناکافی بدن به بیماری باشد.
اگر شمارنده خودکار در دسترس نباشد، شمارش رتیکولوسیت با روش دستی و رنگ آمیزی ویژه گسترش خون انجام می‌شود. گلبول‌های قرمز جوان اندکی بزرگتر از گلبول‌های قرمز پیر بوده و ویژگی پلی کرومازی(polychromasia) از خود بروز می‌دهند. حتی اگر منبع ازدست رفتن خون مشخص باشد، ارزیابی خونسازی می‌تواند کمک کند بفهمیم آیا مغز استخوان توانا است خون ازدست رفته را جبران کند یا خیر.
وقتی علت کم‌خونی مشخص نباشد، پزشک معالج آزمایش‌های دیگری را درخواست می‌کند مانند: سرعت ته نشست گلبولهای قرمز(ESR)، اندازه‌گیری فریتین، میزان آهن سرم، ترانسفرین، میزان فولات سرم، میزان ویتامین B۱۲ سرم، الکتروفورز هموگلوبین، آزمایش عملکرد کلیه (همانند اندازه‌گیری کراتینین سرم).
چنانچه تشخیص دشوار باشد، آسپیراسیون مغز استخوان و آزمایش روی آن، وضعیت سلول‌های بنیادی مولد گلبول‌های قرمز را مشخص می‌کند.

## دلایل کم‌خونی
سه دلیل اصلی کم‌خونی شامل: هدر رفتن حجم فراوانی از خون (به شکل حاد یا خونریزی شدید و به‌شکل مزمن به گونه کم‌کم و تدریجی ولی در مدت زمان طولانی)، ویرانی بیش از حد گلبول‌های قرمز (همولیز)، و سستی و ناتوانی سیستم خون‌ساز (hematopoiesis).
کم‌خونی شایع‌ترین بیماری خونی است. کم‌خونی به علل گوناگون ایجاد می‌شوند.

## دسته‌بندی
دو روش اصلی برای دسته‌بندی کم‌خونی عبارتند از: روش کینتیک که برمحور ساخت و تخریب گلبول‌های قرمز قرار دارد و روش مورفولوژیک که کم‌خونی‌ها را بر پایه اندازه گلبول قرمز دسته‌بندی می‌کند. در روش مورفولوژیک از تستهای آزمایشگاهی سریع، ارزان و دست یافتنی استفاده می‌شود نمونه آن تعیین MCV است. از سوی دیگر تمرکز زودهنگام بر روش کینتیک به پزشک معالج فرصت می‌دهد در موارد وجود علل گوناگون برای کم‌خونی، تندتر اقدام کند.

### فرآوری در برابر ویرانی
روش کینتیک به نظر بسیاری از صاحب نظران، پسندیده‌ترین دسته‌بندی بالینی برای کم‌خونی بشمار می‌رود. این دسته‌بندی اصولاً برپایه شمارش رتیکولوسیت (گلبول قرمز نابالغ) قرار دارد. کم‌خونی به دو گروه دشواری ساخت یا کاهش فرآوری گلبول قرمز در برابر افزایش تخریب یا ازدست رفتن خون تقسیم می‌شود. نشانه‌های بالینی ازدست رفتن یا ویرانی گلبول‌های قرمز دربرگیرنده گسترش(smear) غیرطبیعی خون محیطی با نشانه‌های همولیز، افزایش لاکتات دهیدروژناز، حاکی از ویرانی سلولی است، یا نشانه‌های بالینی خونریزی، همانند مثبت شدن آزمایش مدفوع با معرف گایاک، یافته‌های عکس‌برداری با اشعه ایکس، یا خونریزی شدید.

## اندازه گلبولهای قرمز
از راه مورفولوژیک، کم‌خونی بر پایه اندازه گلبول‌های قرمز دسته‌بندی می‌شود. اندازه گلبول قرمز بر پایه میزان حجم میانه گلبولی یاMCV بیان می‌شود. اگر گلبول‌ها کوچکتر از اندازه طبیعی باشند (کمتراز ۸۰فمتولیتر)، کم‌خونی میکروسیتیک و اگر اندازه طبیعی داشته باشند(۱۰۰–۸۰فمتولیتر) کم‌خونی نورموسیتیک، و چنانچه بزرگتر از اندازه طبیعی باشند (بیش از۱۰۰فمتولیتر)، کم‌خونی ماکروسیتیک نامیده می‌شود. این نما به سرعت برخی از علل رایج بروز کم‌خونی را نشان می‌دهد برای نمونه یک کم‌خونی میکروسیتیک اغلب حاصل کمبود آهن است. در کار بالینی نخستین کار سنجش مقدارMCV است پس حتی در میان پزشکان پیرو روش کینتیک شکل سلول‌ها همچنان به عنوان یک عنصر مهم در تشخیص باقی‌مانده‌است.

## کم‌خونی میکروسیتیک
کم‌خونی میکروسیتیک نخست نتیجه کمبود هموگلوبین است که می‌تواند چند دلیل داشته باشد:
- اختلال در سنتز هِم
- کم‌خونی کمبود آهن
- کم‌خونی وابسته به بیماری مزمن (بیشتر به‌شکل یک کم‌خونی نورموسیتیک پدیدار می‌شود)
- اختلال در سنتز گلوبین
- اختلال در زنجیره آلفا و بتا (تالاسمی)
- بیماری هموگلوبینE
- بیماری هموگلوبینC
- بیماری‌های گوناگون دیگر به‌واسطهٔ هموگلوبین ناپایدار
- آسیب‌های سیدروبلاستیک
- کم‌خونی سیدروبلاستیک ارثی
- کم‌خونی سیدروبلاستیک اکتسابی دربرگیرنده مسمومیت باسرب
- کم‌خونی سیدروبلاستیک برگشت‌پذیر

کم‌خونی کمبود آهن شایعترین گونه کم‌خونی بوده و علل فراوانی دارد. گلبول‌های قرمز در زیر میکروسکوپ، بیشتر هیپوکروم (رنگ پریده) و میکروسیتیک (کوچک) هستند. کم‌خونی کمبود آهن به علت مقدار ناچیز آهن در غذا یا نبود جذب گوارشی آن برای جبران آهن ازدست رفته در عادت ماهانه یا بیماری است. آهن یک قسمت اصلی در ترکیب هموگلوبین است و کمبود آن سبب کاهش ورود هموگلوبین بداخل گلبول قرمز می‌شود. در ایالات متحده، ۲۰٪ زنان در سنین باروری در مقایسه با ۲٪ مردان بالغ، به کم‌خونی کمبود آهن دچار هستند. علت اصلی کم‌خونی کمبود آهن در زنان هدر رفتن خون در زمان عادت ماهانه است. کمبود آهن بدون کم‌خونی در دختران نوجوان سبب پائین افتادن کیفیت تحصیلی و ضریب هوشی می‌شود.
کمبود آهن شایعترین حالت کمبود یک عنصر بایسته در سراسر جهان است. کمبود آهن گهگاهی سبب زخم غیرطبیعی گوشه لب می‌شود.
کم‌خونی کمبود آهن همچنین می‌تواند به علت زخم‌های خونریزی دهنده دستگاه گوارش باشد. آزمایش خون پنهان در مدفوع(Fecal occult blood test)، آندوسکوپی قسمت بالایی دستگاه گوارش، آندوسکوپی قسمت زیرین دستگاه گوارش (کولونوسکوپی) باید برای تشخیص زخم‌های خونریزی دهنده صورت گیرد. در زنان یائسه و مردان، احتمال اینکه خونریزی دستگاه گوارش به‌علت پولیپ کولون ویا سرطان کولورکتال باشد، خیلی بیشتر است. از علل شایع کم‌خونی کمبود آهن، آلودگی با انگل کرم قلابدار، آمیب، شیستوزومیاز و تریکوریس تریکیورا (کرم شلاقی) است.

## کم‌خونی نورموسیتیک
کم‌خونی نورموسیتیک وقتی است که هموگلوبین کاهش یافته ولی اندازه گلبول‌های قرمز طبیعی است (MCV طبیعی).
علل آن عبارتند از:
- خونریزی شدید یا هدر شدن شدید خون
- کم‌خونی وابسته به بیماری مزمن
- کم‌خونی آپلاستیک (نارسائی مغز استخوان)
- کم‌خونی همولیتیک

## کم‌خونی ماکروسیتیک
کم‌خونی ماکروسیتیک می‌تواند به کم‌خونی مگالوبلاستیک و کم‌خونی ماکروسیتیک غیرمگالوبلاستیک تقسیم شود. چرایی کم‌خونی مگالوبلاستیک در درجه نخست، نارسائی در سنتزD.N.Aضمن نگهداری سنتزR.N.A است که سبب محدودیت در تقسیم سلول‌های بنیادی خونساز می‌گردد. کم‌خونی مگالوبلاستیک بیشتر با افزایش شمار لوب‌های هسته گلبول سفید(hypersegmentation) نوتروفیل(۶تا۱۰لوب) همراه است. کم‌خونی‌های ماکروسیتیک غیرمگالوبلاستیک به علل متفاوتی ایجاد می‌شوند (برای نمونه نبود توازن در سنتزD.N.Aگلوبین) که بیشتر در الکلیسم به‌وجود می‌آید.
افزون بر نشانه‌ها غیراختصاصی کم‌خونی، شاخص‌های ویژه کمبود ویتامینB۱۲ شامل نوروپاتی محیطی و ویرانی مرکب تحت حاد نخاع شوکی به همراه دشواری‌های توازن قسمت خلفی ستون فقرات است. دیگر نشانه‌ها مشتمل بر زبان قرمز و نرم و التهاب زبان کوچک است.
درمان کم‌خونی به علت نقصان ویتامینB۱۲ برای نخستین بار ویلیام مورفی ابداع شد. وی خون سگ‌ها را از بدنشان بیرون می‌کرد تا حالت کم‌خونی در آن‌ها ایجاد شود سپس مواد غذائی گوناگون به آن‌ها می‌خوراند تا ببیند کدام ماده غذائی دوباره سلامتی را به آن‌ها برمی‌گرداند. او کشف کرد خوردن مقدار بسیار جگر، سبب بهبود بیماری می‌شود. سپس جرج ریچارد مینوت و جرج ویپل کوشش کردند ماده شفابخش را به روش شیمیائی از جگر استخراج کنند و توانستند ویتامینB۱۲ را به‌دست بیاورند. این سه تن به گونه مشترک پاداش پزشکی نوبل را در سال۱۹۳۴برنده شدند.
- کم‌خونی ماکروسیتیک: به علت برداشتن قسمت عملیاتی معده همانند عمل جراحی بای پاس معده و کاهش جذب فولات و ویتامینB۱۲ می‌شود رخ دهد؛ بنابراین پزشک معالج باید مراقب بروز کم‌خونی به‌دنبال اینگونه اعمال جراحی باشد. در این حالت یعنی هموگلوبین بیمار زیر دوازده است و بیمار کم خون است ولی متوسط اندازه گلبولهای قرمز بزرگتر از حد معمول (صد فمتولیتر) است؛ اصطلاحاً MCV افزایش یافته‌است. در این نوع کم خونیها اغلب مشکل در ساخت DNA گلبول قرمز است.
- اعتیاد به الکل که سبب بزرگتر شدن گلبول‌های قرمز می‌شود و گاه کم‌خونی به همراه دارد.
- متوترکسات، زیدوودین و دیگر داروهای مهارکننده تکثیرD.N.A
- کم‌خونی مگالوبلاستیک: شایعترین نوع کم‌خونی ماکروسیتیک است که به کمبود ویتامین B۱۲ یا اسیدفولیک یا هردو مربوط می‌شود. کمبود فولات یا ویتامینB۱۲ می‌تواند به تهیدستی غذائی یا سوءهاضمه (اختلال گوارش) مربوط باشد. کمبود فولات طبیعتاً عوارض عصبی ایجاد نمی‌کند ولی کمبود ویتامینB۱۲، چنین می‌کند.
- کم‌خونی پرنیسیوز: علت آن یک واکنش اتو ایمیون (سیستم دفاعی بدن علیه سلول‌های خودی) علیه سلول‌های دیواره معده است. سلول‌های دیواره فاکتور داخلی را ترشح می‌کنند که برای جذب ویتامین B۱۲ غذا وجود آن بایسته‌است؛ بنابراین ویرانی سلول‌های دیواره سبب نبود فاکتور داخلی و در نتیجه جذب ناچیز ویتامینB۱۲ می‌شود

## کم‌خونی دوشکلی
وقتی دو علت ایجاد کم‌خونی همزمان عمل کنند همانند ماکروسیتیک هیپوکروم که به‌علت عفونت انگلی با کرم‌های قلابدار به‌وجود می‌آید، این آلودگی منجر به کمبود آهن و ویتامینB۱۲ یا اسید فولیک می‌شود یا به‌دنبال تزریق خون بیش از یک شاخص غیرطبیعی گلبول قرمز دیده شود. شواهد دال بر علل انبوه با یک گستره پخش گلبول قرمز(RDW) افزایش یافته پدیدار می‌شود که دال بر وجود اندازه گلبول قرمز خیلی بیشتر از اندازه روشن است.

## کم‌خونی اجسام هینز
اجسام هینز اجسام غیرطبیعی هستند که در اینگونه بیماری‌ها در داخل گلبول‌های قرمز پایه‌ریزی می‌شوند. این شکل کم‌خونی ممکن است با مصرف برخی داروها ایجاد شود این بیماری در گربه نیز با خوردن پیاز یا استامینوفن ایجاد می‌شود. محرک بروز این بیماری در سگ، خوردن پیاز یا روی و اسب با خوردن برگ افرای قرمز است.

## کم‌خونی‌های خاص
- کم‌خونی در نوزادان نارس که در نوزادان نارس ۶–۲هفته پس از زایش ظاهر شده و نتایج به علت سرکوب شدن پاسخ اریتروپوئیتین به افت مقدار هماتوکریت است.
- کم‌خونی فانکونی که یک عارضه ارثی است که کم‌خونی آپلاستیک و برخی عوارض غیرطبیعی دیگر را سبب می‌شود.
- کم‌خونی همولیتیک یک دسته نشانه‌ها مانند یرقان و افزایش میزان لاکتات دهیدروژناز با علل نهفته انبوه را با خود به همراه دارد. این بیماری می‌تواند اتو ایمیون، ایمیون، ژنتیکی یا دستکاری فیزیکی همانند جراحی قلب باشد. کم‌خونی همولیتیک می‌تواند بخاطر کمبود مواد مورد نیاز خونسازی به بروز کم‌خونی میکروسیتیک، کم‌خونی نورموکرومیک یا بخاطر رهاسازی گلبول‌های قرمز نارس در جریان خون یک کم‌خونی ماکروسیتیک بینجامد.
- کم‌خونی همولیتیک اتو ایمیون گرم یک نوع کم‌خونی است که بدن شخص به گلبول‌های قرمز خودش حمله می‌کند که در درجه نخست به وسیلهٔ IgG انجام می‌شود.
- کم‌خونی همولیتیک به‌واسطهٔ آگلوتینین سرد که نخست با دخالت IgM پدیدار می‌شود
- اسفروسیتوز ارثی یک آسیب ارثی است که سبب آسیب دیدگی غشاء گلبول‌های قرمز می‌شود که در برآیند آن سلول جدا شده و به‌دست طحال نابود می‌شود. این امر مایه کاهش شمار گلبول‌های قرمز در گردش خون شده و در نتیجه کم‌خونی ایجاد می‌شود.
- کم‌خونی داسی‌شکل یک بیماری ارثی است که به‌علت وجود ژن هموگلوبینS هموزیگوت ایجاد می‌شود.
- کم‌خونی پرنیسیوز یک شکل از کم‌خونی مگالوبلاستیک است که به کمبود ویتامینB۱۲ به‌واسطهٔ اختلال در جذب آن، مربوط است.
- کم‌خونی میلوفیتزیک یک نوع شدید از کم‌خونی است که به‌علت جایگزین شدن مغز استخوان با مواد دیگر همانند تومورها یا گرانولوماهای بدخیم به‌وجود می‌آید.

## پیامدهای احتمالی
کم‌خونی قابلیت فعالیت‌های بدنی را محدود می‌کند. دلیل آن تحمیل شرایط بی‌هوازی (متابولیسم تخمیری) به ماهیچه‌ها است. کم‌خونی می‌تواند پیامدهای گوناگونی داشته باشد همانند هیپوکسی (کم اکسیژنی)، ناخن رنگ پریده یا ناخن سخت شده، رنگ پریدگی، ضعف ایمنی و نبود تحمل سرما و در کودکان احتمال بروز اختلالات رفتاری. کم اکسیژنی برآمده از کم‌خونی می‌تواند وضعیت بیماری مزمن قلبی- عروقی را بدتر کند.

## کم‌خونی در دوران بارداری
در ایالات متحده، ۲۰٪ زنانی که در سنین باروری هستند، دچار کم‌خونی هستند. اغلب بانوان نشانه‌های بیماری را به فشارهای زندگی روزمره ربط می‌دهند. دشواری‌های احتمالی که دامن گیر جنین می‌شود، زایش زودهنگام (نوزاد نارس)، مرگ داخل رحمی، پارگی کیسه آب و عفونت است. زنان بالغ به‌طور متوسط روزی ۲میلی‌گرم آهن از دست می‌دهند؛ بنابراین یک بانوی باردار باید مقدار همانندی آهن از راه غذا دریافت کند تا کمبود جبران شود. به‌علاوه زنان در دوران بارداری حدود۵۰۰میلی‌گرم آهن از دست می‌دهند درحالی‌که میزان از دست رفتن آهن در عادت ماهانه۴ تا۱۰۰ میلی‌گرم است. پیامدهای احتمالی برای مادر دربرگیرنده نشانه‌ها قلبی – عروقی، کاهش قدرت بدنی و نیروهای عقلانی، کاهش عملکرد سیستم ایمنی بدن، خستگی، کاهش اندوخته خون محیطی، و افزایش نیاز به تزریق خون در دوران پس از زایمان است.

## کم‌خونی ورزشی
آنمی یا کم‌خونی ممکن است ناشی از نوع رژیم غذایی یا به سبب نوع برنامه‌های ورزشی باشد. نشانه‌های آنمی ورزشی عبارتند از: بی‌اشتهایی، رنگ‌پریدگی، خستگی و ناتوانی در انجام بهینهٔ برنامه‌های ورزشی. دلایل آنمی ورزشی عبارتند از:
1. اختلال مکانیکی و مرگ گلبول‌های قرمز خون.
2. پایین بودن درصد جذب آهن.
3. پایین بودن پروتئین‌های دارای ارزش بیولوژیکی بالا و استفاده از رژیم گیاه‌خواری.
4. وجود فاکتورهای همولیز کنندهٔ خون.
5. افزایش حجم پلاسما.
6. کمبود کوبالامین (ویتامین ب ۱۲) در بدن.
7. خون‌ریزی شدید در دوران عادات ماهیانه در زنان.
8. انجام تمرینات شدید ورزشی و فعالیت‌های استقامتی درازمدت (در شرایط تمرین شدید ۴/۰ میلی‌گرم آهن به همراه ۱ لیتر عرق دفع می‌گردد).
9. درمان ویژه‌ای برای آنمی ورزشی وجود ندارد باوجوداین، پیشنهاد می‌گردد میزان مصرف آهن و پروتئین در غذای روزانه، به‌ویژه در مورد زنان ورزشکار به‌اندازهٔ کافی باشد و نظارت دقیقی روی آن انجام گیرد. پژوهش‌ها نشان داده‌اند که همراه با دفع عرق، مقداری آهن نیز از بدن دفع می‌گردد. گزارش‌ها پژوهشی در این زمینه نشان داده‌اند که در طی برنامه‌های ورزشی استقامتی (۳ ساعت)، غلظت هموگلوبین خون ۸/۳ درصد و میزان هماتوکریت ۹/۳ درصد کاهش داشته‌است درحالی‌که، حجم پلاسمای خون ۶/۸ درصد افزایش یافته‌است. میزان کاهش هموگلوبین و هماتوکریت و افزایش میزان پلاسمای خون در روز سوم تمرین تقریباً دو برابر مقادیر بالا می‌باشد. استفاده از مکمل‌ها و جایگزین‌های آهن هنوز در بین کارشناسان و پژوهشگران مورد بحث می‌باشد. عده‌ای استفاده از آن‌ها را مجاز و برخی غیرمجاز می‌دانند. البته شواهد و مدارکی که نشان‌دهندهٔ سودمندی مکمل‌های آهن در زنان ورزشکار بدون عوارض آنمی باشد، در دست نیست. از سوی دیگر استفادهٔ مناسب از مکمل‌های آهن در زنان ورزشکار خطرناک شناخته نشده‌است. باوجوداین، استفاده‌های مکرر از این مواد کمکی منطقی نمی‌باشد، زیرا ممکن است سبب مسمومیت در بدن گردند و به کبد و کلیه‌ها آسیب وارد نمایند. ازاین‌رو، پیشنهاد می‌گردد که ورزشکاران با برنامه‌ریزی و دستورالعمل‌های رژیم غذایی حساب‌شده در رفع این مشکل برآیند.

## درمان کم‌خونی
درمان‌های متفاوتی برای کم‌خونی هست که بر پایه شدت بیماری و عامل ایجادکننده آن قرار دارد.
کمبود آهن بخاطر تهیدستی غذایی در افراد بالغ فاقد عادت ماهانه (زنان یائسه و مردان)، گاهی دیده می‌شود. درتشخیص کمبود آهن، لازم است یک جستجو برای علل احتمالی از دست رفتن آهن صورت گیرد همانند خونریزی دستگاه گوارش از زخم‌های گوارشی یا از سرطان کولون. کمبود آهن خفیف تا میانه با تجویز آهن به‌شکل فروس سولفات یا فروس گلوکونات درمان می‌شود. مصرف ویتامین ث مایه افزایش جذب آهن می‌شود.
تجویز ویتامین خوراکی(اسید فولیک) یا تزریقی زیرجلدی سیانوکوبالامین (ویتامین B12)، کمبودهای مربوط را درمان می‌نماید. در کم‌خونی وابسته به بیماری مزمن، کم‌خونی مربوط به شیمی درمانی، یا یک کم‌خونی مربوط به بیماری کلیه، برخی پزشکان معالج با تجویز پروتئین اریتروپوئیتین نوترکیب کوشش در تحریک کردن فرآوری گلبول قرمز دارند.
در موارد کم‌خونی شدید ویا خونریزی در حال پیشرفت، تزریق خون ممکن است لازم باشد.

## تزریق خون برای درمان کم‌خونی
پزشکان عموماً می‌کوشند حتی المقدور خون برای بیمار تجویز نکنند، زیرا عوارض انتقال خون در بیماران زیاد است. اصل فیزیولوژیک کاهش دریافت اکسیژن به‌واسطهٔ کم‌خونی و عوارض جانبی آن، با این یافته که تزریق خون لزوماً سبب تخفیف عوارض جانبی نمی‌شود، در تعادل قرار دارد.
در خونریزی حاد و شدید، تزریق خون بیشتر زندگی بخش است. بررسی‌های بالینی که راهکار افزایش تزریق خون را با راهکار محافظه کارانه تزریق خون در بیمار با کم‌خونی شدید مقایسه کرده‌اند نتوانستند دلیلی پیدا کنند که افزایش تزریق خون را توجیه کند. به‌علاوه برخی بررسی‌های گذشته نگر افزایش عوارض جانبی به‌دنبال تزریق گسترده خون را نشان دادند.